# Oribasia
Oribasia là một chi thực vật có hoa trong họ Thiến thảo (Rubiaceae).

## Loài
Chi Oribasia gồm các loài: